# Listera convallarioides
Listera convallarioides là một loài phong lan. Nó là loài bản địa phần lớn Bắc Mỹ từ Alaska đến phía đông Canada và phía nam tới độ cao cao hơn môi trường sống trong California và Arizona, Ngũ Đại Hồ, và New England. Nó là một loại cây thích môi trường sống mát mẻ, ẩm mờ, chẳng hạn như rừng và rừng, cũng như đầm và bờ suối. It is known to hybridize with Listera auriculata.